# Lessingschule (Erzhausen)
Die Lessingschule ist ein Bauwerk in Erzhausen, Landkreis Darmstadt-Dieburg, Hessen, das von einer Grundschule genutzt wird. 

## Beschreibung
Das Schulgebäude wurde Ende der 1950er-Jahre im Stil der Nachkriegsmoderne erbaut. Das Bauwerk ist ca. 55 Meter lang und ca. 10 Meter breit. Das zweigeschossige Gebäude besitzt ein flachgeneigtes Satteldach.
Für die Bauzeit typisch sind die großen Fenster an der Südfassade, die kleinen Fenster auf der Nordfassade und die fensterlose West- und Ostfassade. Die West- und die Ostfassade ist mit gelben Mauerziegeln verblendet.
Der Bereich um den Südwesteingang ist ebenfalls mit gelben Mauerziegeln verblendet. Die Fassade über dem Südosteingang besteht aus Glasbausteinen.
Das Gebäude steht unter Denkmalschutz und ist in der Liste der Kulturdenkmäler in Erzhausen unter der Nummer 95231 verzeichnet.
Die AWO Hessen-Süd bietet Nachmittagsbetreuung für die Grundschüler an.
Von 2004 bis 2019 war Monika Engel-Pfeiffer Schulleiterin der Grundschule Lessingschule. Neue Schulleiterin seit 2019 ist Marlene Benz.